# Gyeonghuigung

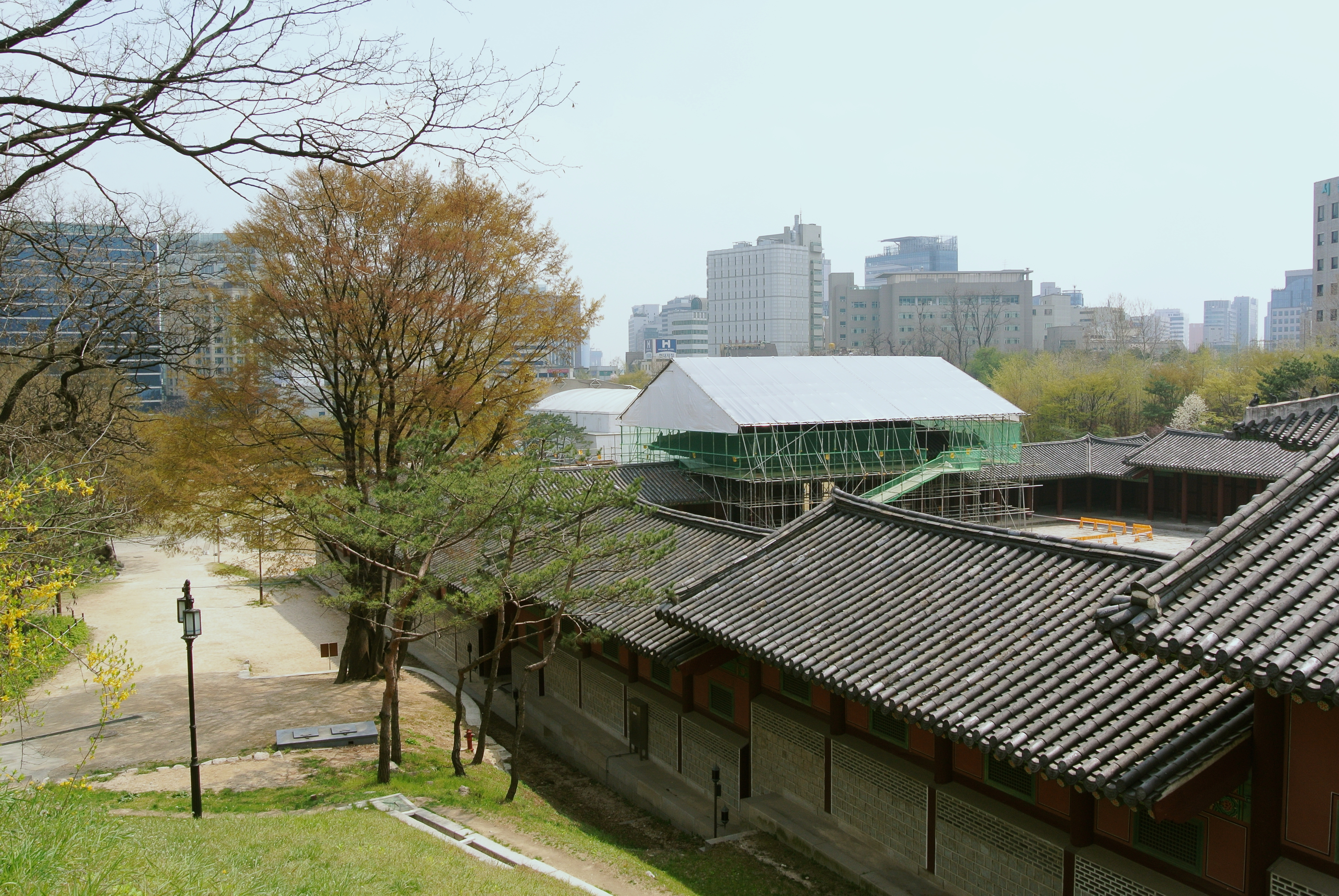
Phục dựng Gyeonghuigung và cảnh quang xung quanh.

Gyeonghuigung (tiếng Hàn: 경희궁; Hanja: 慶熙宮; Hán-Việt: Khánh Hi cung) là một cung điện ở Seoul, Hàn Quốc. Nó là một trong "Ngũ Đại Cung" được xây dựng vào Nhà Triều Tiên.

## Lịch sử
Bắt đầu xây dựng từ những năm 1600 khoảng thời gian trị vì của vua Quang Hải quân. Trong thời kỳ cuối của nhà Triều Tiên, Gyeonghuigung từng là cung điện thứ hai của vua, nằm ở phía Tây Seoul, nên còn được gọi là Seogwol (西闕, cung điện ở phía Tây). Cung điện thứ hai thường là nơi vua đến trong lúc nguy cấp.
Từ Vua Nhân Tổ (Injo) đến Vua Triết Tông (Cheoljong), có khoảng 10 vị vua nhà Triều Tiên đã sống tại Gyeonghuigung. Cung điện này được xây dựng trên địa hình nghiêng của những ngọn núi bao quanh, mang vẻ đẹp kiến trúc truyền thống và nhiều ý nghĩa lịch sự. Có khoảng thời gian nó có kích thước rất lớn, thập chí có cây cầu vòm bắc đến Deoksugung.
Hầu như Gyeonghuigung bị thiêu hủy do hai đám cháy bùng phát vào thế kỷ 19, trong suốt thời gian trị vì của Vua Thuần Tổ và Vua Cao Tông. Người Nhật đã phát hủy những gì còn sót lại của cung điện trong suốt thời kỳ Triều Tiên thuộc Nhật, trường học dành cho cư dân Nhật đã được xây dựng trên nền đất này. Hai phần chính của cung điện trước đây - Sùng Chính điện và Hưng Hoa Môn - đã được tháo rời và chuyển đến thành một phần của Seoul. Phục dựng được bắt đầu từ những năm 1990 là một phần sáng kiến của chính phủ Hàn Quốc để xây dựng lại "Ngũ Đại Cung" đã bị phá hủy nặng nề bởi Nhật Bản. Tuy nhiên, do sự phát triển đô thị hóa và lãng quên nhiều năm, chính phủ chỉ có thể xây dựng lại 33% cung điện trước đây.

## Kiến trúc

### Heunghwamun
Heunghwamun (tiếng Hàn: 흥화문; Hanja: 興化門; Hán-Việt: Hưng Hoa môn) là cổng thành chính đến cung điện.
Cổng thành là lối đi vào của một đền thờ sau khi cung điện bị phá hủy, sau đó nó được sử dụng như một lối vào khách sạn cho đến khi nó được phục dựng và quay lại mục đích ban đầu.

### Sungjeongjeon
Sungjeongjeon (tiếng Hàn: 숭정전; Hanja: 崇政殿; Hán-Việt: Sùng Chính điện) là kiến trúc chính của cung điện nhưng được sử dụng làm đền thờ Phật giáo trong suốt thời kỳ Triều Tiên thuộc Nhật. Nó còn là kiến trúc mẫu giữa thời Nhà Triều Tiên.

## Hiện tại
Nó là di tích lịch sử số 271.
Trong khuôn viên cung điện này là Bảo tàng lịch sử Seoul và Bảo tàng nghệ thuật Seoul.